# Skrzynczana
Skrzynczana (niem. Heinzen Bach, Heinzendorfer Wasser, Heinzenbach) – potok, prawy dopływ Białej Lądeckiej. 

## Położenie geograficzne
Potok stanowi granicę pomiędzy Górami Złotymi a Wzgórzami Rogówki w Kotlinie Kłodzkiej, a co za tym idzie fragment granicy pomiędzy Sudetami Środkowymi a Wschodnimi.

## Charakterystyka
Skrzynczana powstaje z połączenia na wysokości ok. 500 m n.p.m. trzech potoków: Wilczej Wody, Dziczka oraz Bzowieczki, przy czym każdy z nich uważany jest za właściwy, górny bieg Skrzynczany. Miejsce ich spływu stanowi na Polanie nad Skrzynką, znajduje się w lesie świerkowy regla dolnego u stóp Wilczej Góry, Łysego Garbu i Bzowca w Górach Złotych. Potem potok płynie wąską, zalesioną doliną przez nieistniejącą już dzisiaj część Skrzynki. Wypływając z lasu przecina granicę Śnieżnickiego Parku Krajobrazowego i wśród użytków rolnych przepływa przez wieś. Poniżej Skrzynki łączy się z Brodkiem (Droszkowską Wodą) i łagodnie spływa do Ołdrzychowic Kłodzkich przez pola, gdzie uchodzi na wysokości ok. 340 m n.p.m. Potok ma długość ok. 9,2 km, nie wliczając do tego źródliskowych potoków.
Z doliny Skrzynczany roztaczają się widoki na Góry Złote, Dolinę Białej Lądeckiej i Masyw Śnieżnika z Krowiarkami na pierwszym planie.

## Turystyka
U źródeł potoków źródliskowych Skrzynczany przechodzi niebieski  szlak E3 z Lądka-Zdroju na Przełęcz Kłodzką.